# Удостоверяющая печать

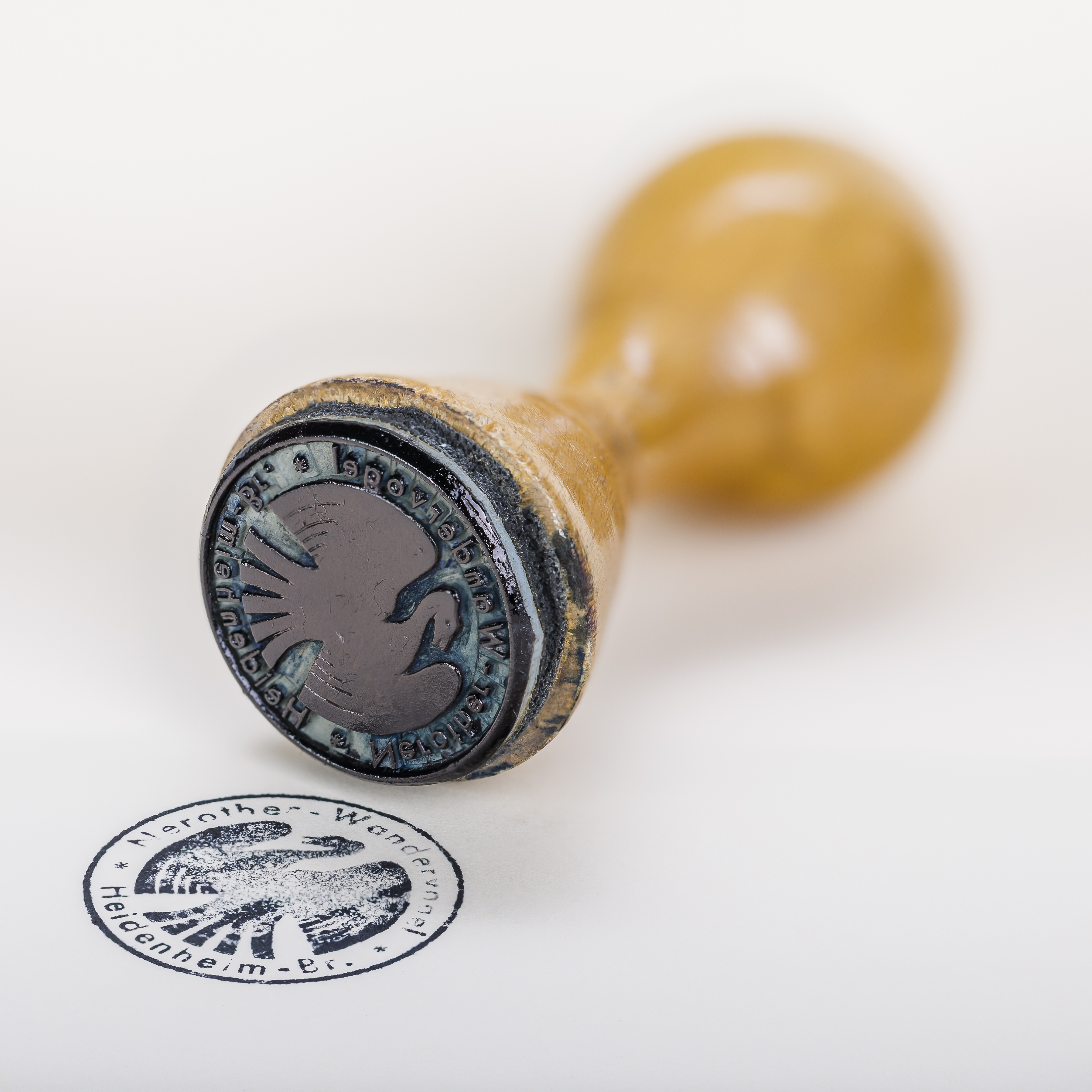
Печать и ее оттиск

Удостоверяющая печать, гербовая печать — инструмент для заверения подлинности документов, а также оттиск, полученный с помощью этого инструмента.
Оттиск печати может быть выполнен на пластичном материале (сургуче, воске, пластилине) или выглядеть как фигурный рельеф на бумаге. Будучи установленной на кольце, печать называется перстнем-печаткой. Ниже описаны инструменты и способы создания отпечатка. Если оттиск сделан как рельеф, с помощью сильного давления на бумагу, и имеет в местах касания печати уплотнения — это сухая печать. В прочих случаях используется жидкое или сжиженное вещество вроде чернил или воска, обычно цветом отличающееся от бумаги. В юридических целях определение печати могут расширить, включив штампы и даже написание специальных слов (например, «seal» или «L.S.» в американском законодательстве). Изучением печатей занимается вспомогательная историческая дисциплина сфрагистика.

## Правовое значение печати

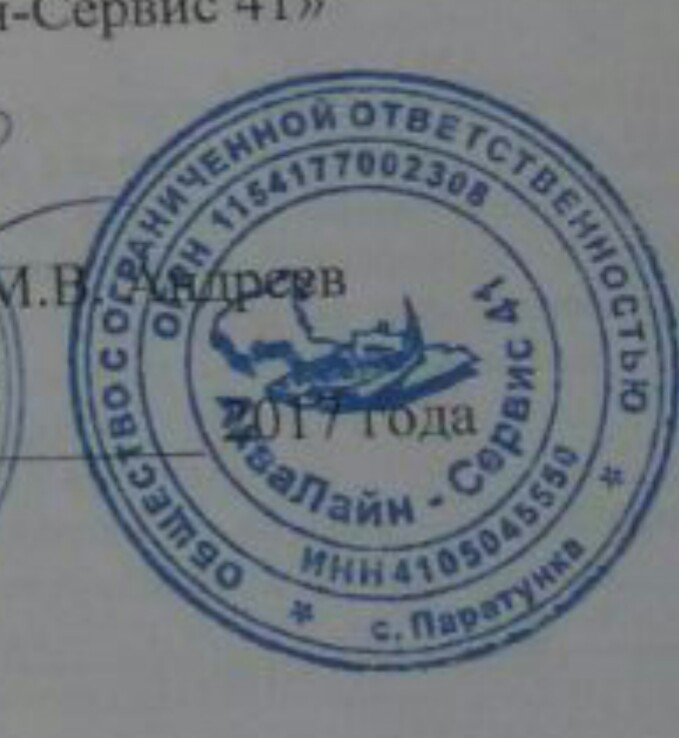
Оттиск печати российской компании

Печати служат для заверения подлинности документов. Они ставятся прямо на лицевую сторону документа или прикрепляются к документу шнуром либо лентой (часто окрашенной в цвета владельца) или узкой полоской, нарезанной и сложенной, но не отделённой от документа. Это позволяет заверить подлинность, не допуская повторного использования печати. Если злоумышленник попытается убрать печать в первом случае, она сломается. В прочих случаях, хоть злоумышленник и может оторвать шнуры от бумаги, ему всё равно понадобится отделить их, чтобы поместить печать на другой документ — а это может разрушить печать, потому что шнуры стараются связывать в узелки внутри воска печати. Многие правительства по-прежнему прилагают печати, к примеру, к патентам на что-нибудь. Хотя многим правовым инструментам требуются печати для проверки подлинности (например, акту или соглашению), частные лица пользуются печатями всё реже и реже, хотя в некоторых краях ещё в ходу печати, используемые в частном и государственном секторах бизнеса.
Печати прикладывались к письмам и посылкам, чтобы указывать, был ли вскрыт предмет после применения печати. Это и запечатывало предмет от взлома, и доказывало, что посылка — действительно от заявленного отправителя и не подделка. Чтобы запечатать, например, письмо, автор должен согнуть письмо, залить воском сверху страницы и сделать оттиск кольцом, металлической печатью либо иным инструментом. Правительства часто сопровождают тайные письма гражданам гербовой печатью. Для этих целей печати используются редко, исключительно в церемониальных целях.
Печати также размещались на архитектурной или инженерной строительной документации или планах, удостоверяя личность лицензированного специалиста, руководящего работами. В зависимости от органа власти, обладающего юрисдикцией для проекта, эти печати могут быть тиснением и подписью, штампом и подписью либо — в некоторых случаях — компьютерным факсимиле исходной печати, заверенной цифровой подписью специалиста, приложенной как защищённый файл. По идентичности печатей специалиста можно установить юридическую (иногда и финансовую) ответственность за любые ошибки и упущения.
С 2015 года в России компании вправе, но не обязаны иметь печать. В России договор, не скрепленный печатью, по общему правилу, имеет юридическую силу и является обязательным для сторон. Но в ряде государств компании обязаны иметь печать и в настоящее время. Во многих штатах США оттиск печати компании требуется на документах о переходе права собственности на недвижимое имущество.
Нотариусы всё ещё используют печати ежедневно. К примеру, в Великобритании каждый дипломированный нотариус имеет личную печать, зарегистрированную у властей и несущую на себе его имя и живописную эмблему, часто животную, — похожее сочетание использовалось на многих печатях в Древней Греции.
В странах Восточной Азии, где многие люди имеют также личную печать, как правило, содержащую просто текст с их именем и должностью. К примеру, в Японии такая печать носит название инкан. 

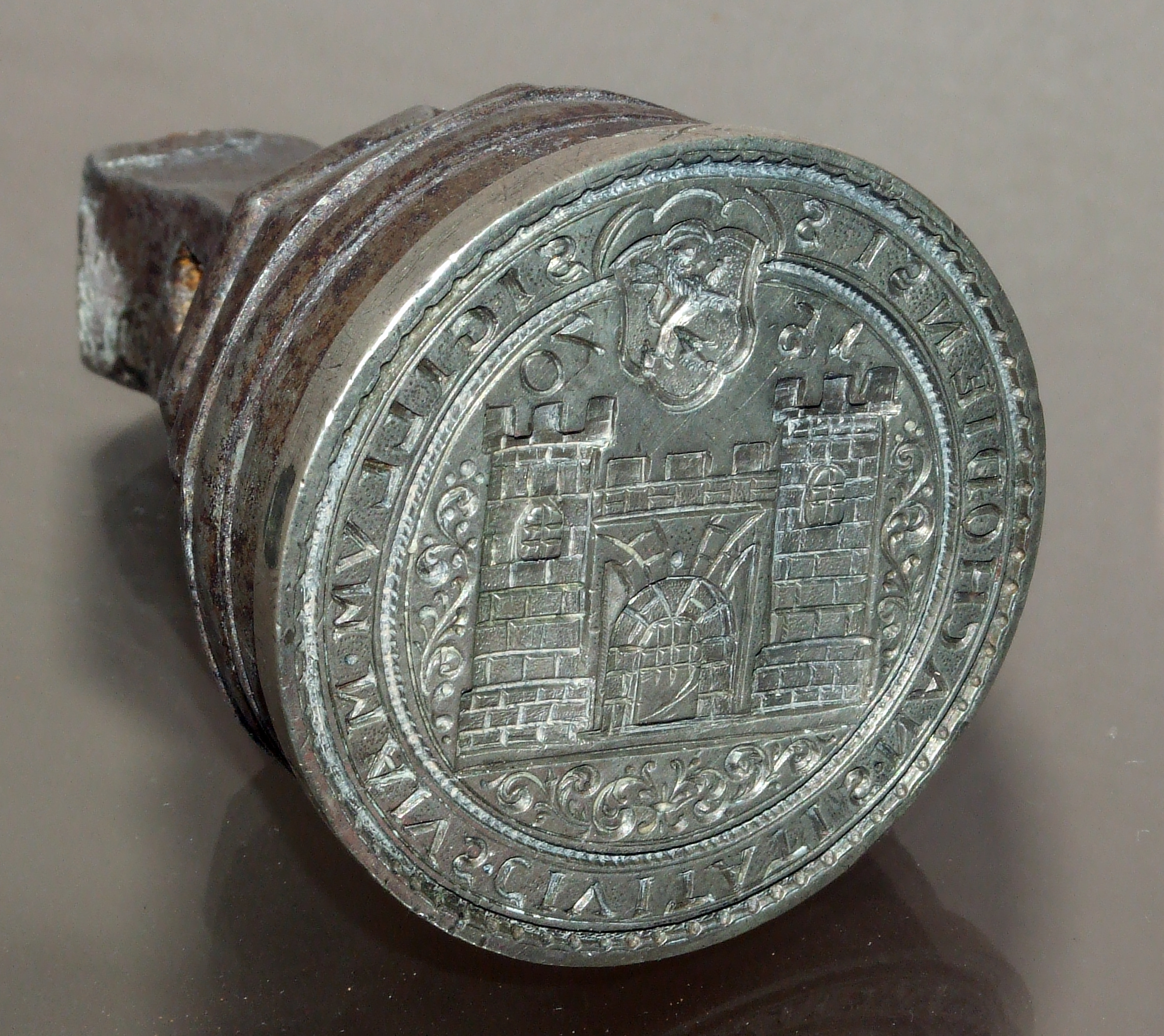
Печать города Наход 1570 года
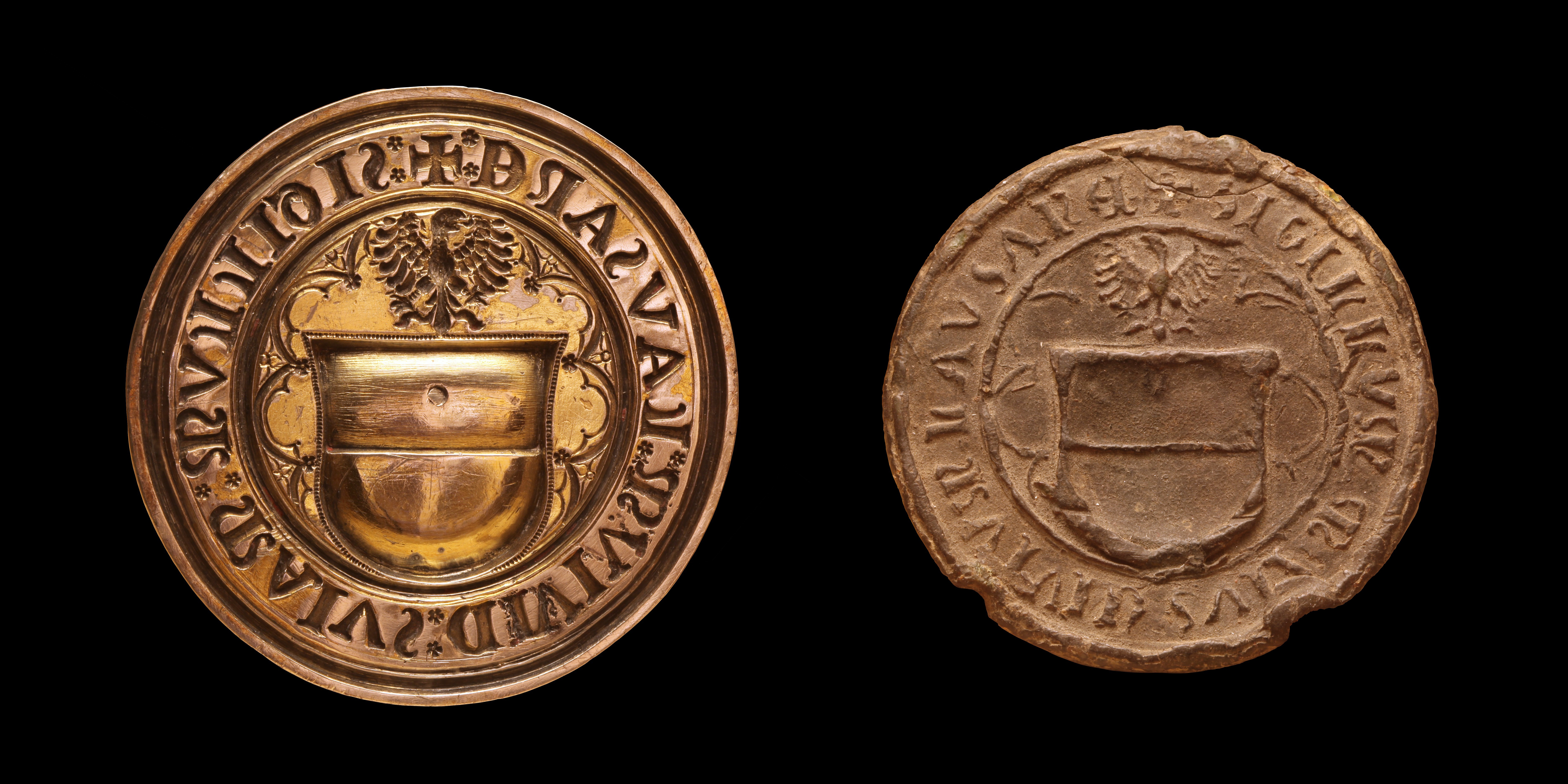
Гербовая печать города Лозанны: инструмент (слева) и оттиск (справа)
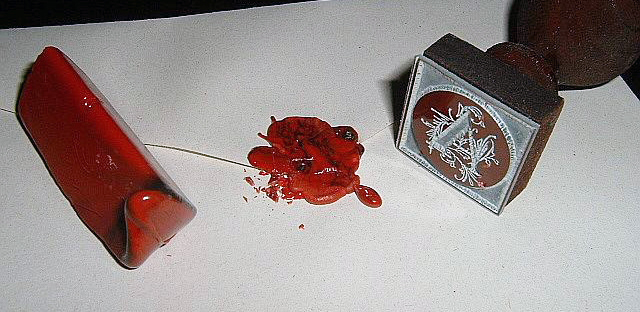
Восковая печать на конверте
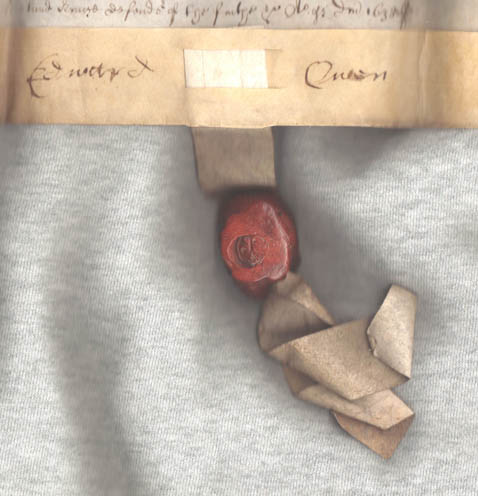
Печать сосновой смолой на велени, на метке или «хвосте» английского акта 1638 года
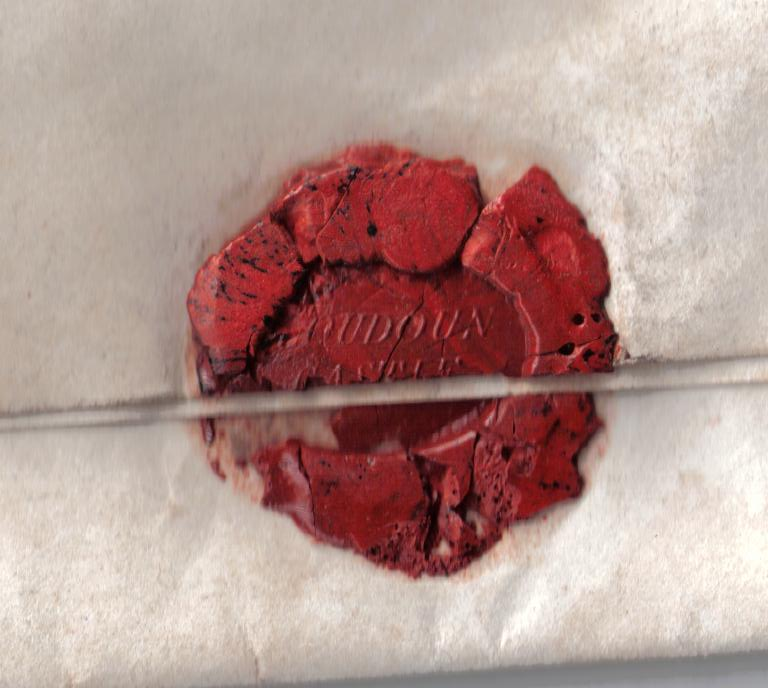
Печать на письме из Loudoun Castle, Голстон, Шотландия

## Вислые печати Древней Руси и средневековья

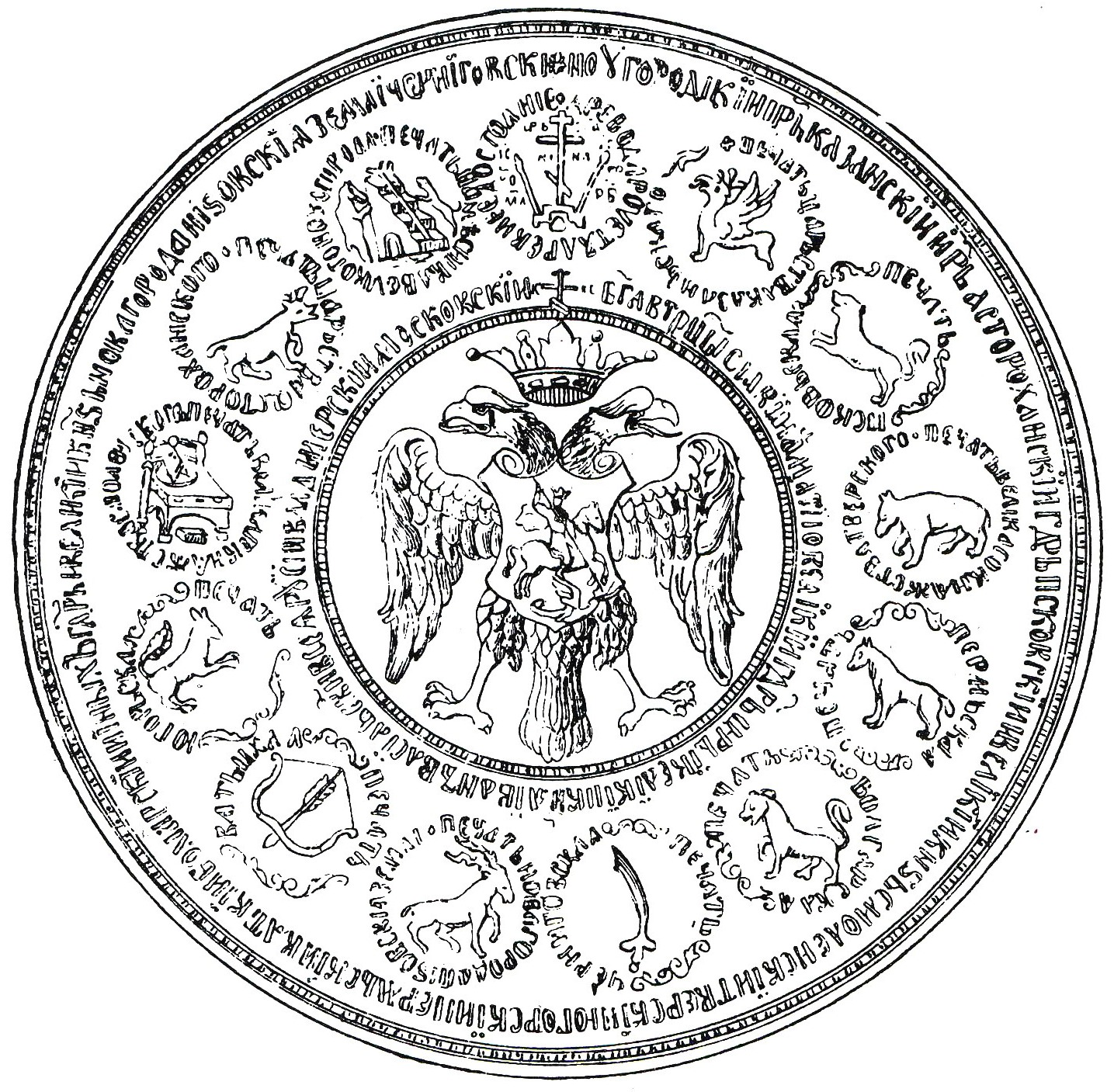
Государственная печать Ивана Грозного, XVI век

Вислые металлические печати подразделяются на свинцовые (моливдовул), серебряные (аргивул) и золотые (хрисовул). Кроме этого существовали восковые, воско-мастичные, печати на дёгте или смоле и сургучные печати — черные и красные (появились в конце XVII—XVIII веков).

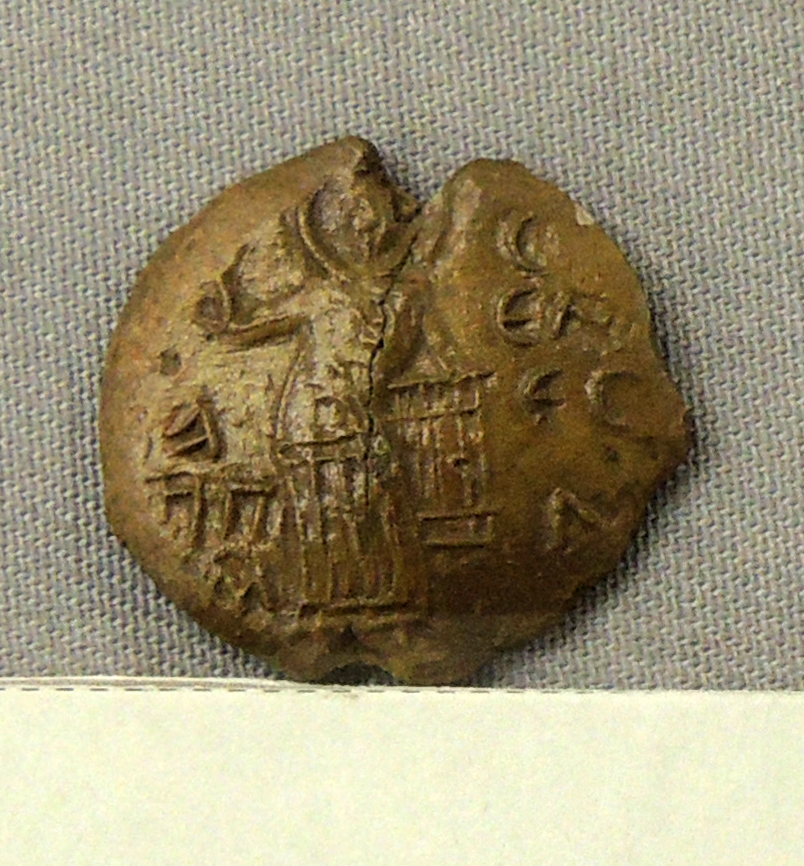
Печать актовая вислая князя московского Семёна Ивановича (Гордого). Новгород, 1341—1353

Первое упоминание о печатях встречается в Повести временных лет под 945 годом, при заключении договоров Руси с Византией.
Изучение древних артефактов прошлого началось в Российской империи, первые сведения и описания печатей были опубликованы собирателями древностей и ценителями старины — Н. И. Новиковым в «Древней Российской Вивлиофике», и Н. М. Карамзиным в «Истории Государства Российского».
До начала археологических исследований базу данных составляли только 163 печати из архива подлинных актов, из которых не было ни одной домонгольского периода.
Дальнейшим исследованием занимались П. И. Иванов и А. Б. Лакиер. В 1904—1917 годах Н. П. Лихачёв и А. В. Орешников работали над альбомом, в который были включены таблицы, состоящие из почти 700 древнерусских актовых печатей, найденных на территориях современной Украины, Беларуси и России.
В советский период значительный вклад внёс А. С. Орлов, опубликовавший в 1937 году «Материалы для библиографии русских печатей (XI – XV вв., до 1425 г.)», а так же другие авторы. 
На раскопках новгородского Городища с начала XX века и до 1970-х годов было собрано свыше 1000 свинцовых печатей. На основе имеющегося материала В. Л. Янин написал двухтомный труд «Актовые печати Древней Руси X—XV вв.», первый том был посвящён находкам домонгольского периода (746 печатей), второй том – находкам из Новгорода (797 печатей). Значительное открытие было сделано в 1961–1962 годах в Пскове при археологических раскопках Довмонтова города, где было найдено более 500 печатей, представляющих собой остатки архива начала XVI века.
В 1996 году шведский археолог Эдберг Руне обнаружил около городка Сигтуна две свинцовые вислые печати, атрибутированные Яниным как принадлежащие князю Глебу Владимировичу и Всеволоду Ярославичу.
В 1970—1998 годах В. Л. Яниным и П. Г. Гайдуковым было описано 2672 печати X—XV веков, к концу 2006 года их количество возросло до 3634.
К середине 2012 года было зарегистрировано около 8500 древнерусских печатей X—XV веков (преимущественно свинцовых), из которых описано более 3700. 

## Государственная печать Российской империи
Государственная печать Российской империи прилагалась к государственным актам в знак окончательного утверждения их верховной властью. Она изготовлялась в министерстве иностранных дел со вступлением императора на престол, по высочайше утверждённым рисункам, в трёх видах: большая, средняя и малая. Первая имела изображение большого государственного герба, вокруг которого помещался полный императорский титул, вторая — среднего государственного герба, с средним титулом по краям; третья — малого государственного герба с малым императорским титулом. Прикладывалась к подлинникам государственных договоров, актов, законов, уставов, грамот по степени их важности. Государственные печати царствующего императора хранились в министерстве иностранных дел за ключом канцлера Российской империи. О всяком приложении государственной печати составлялся протокол.

## Древний Ближний Восток

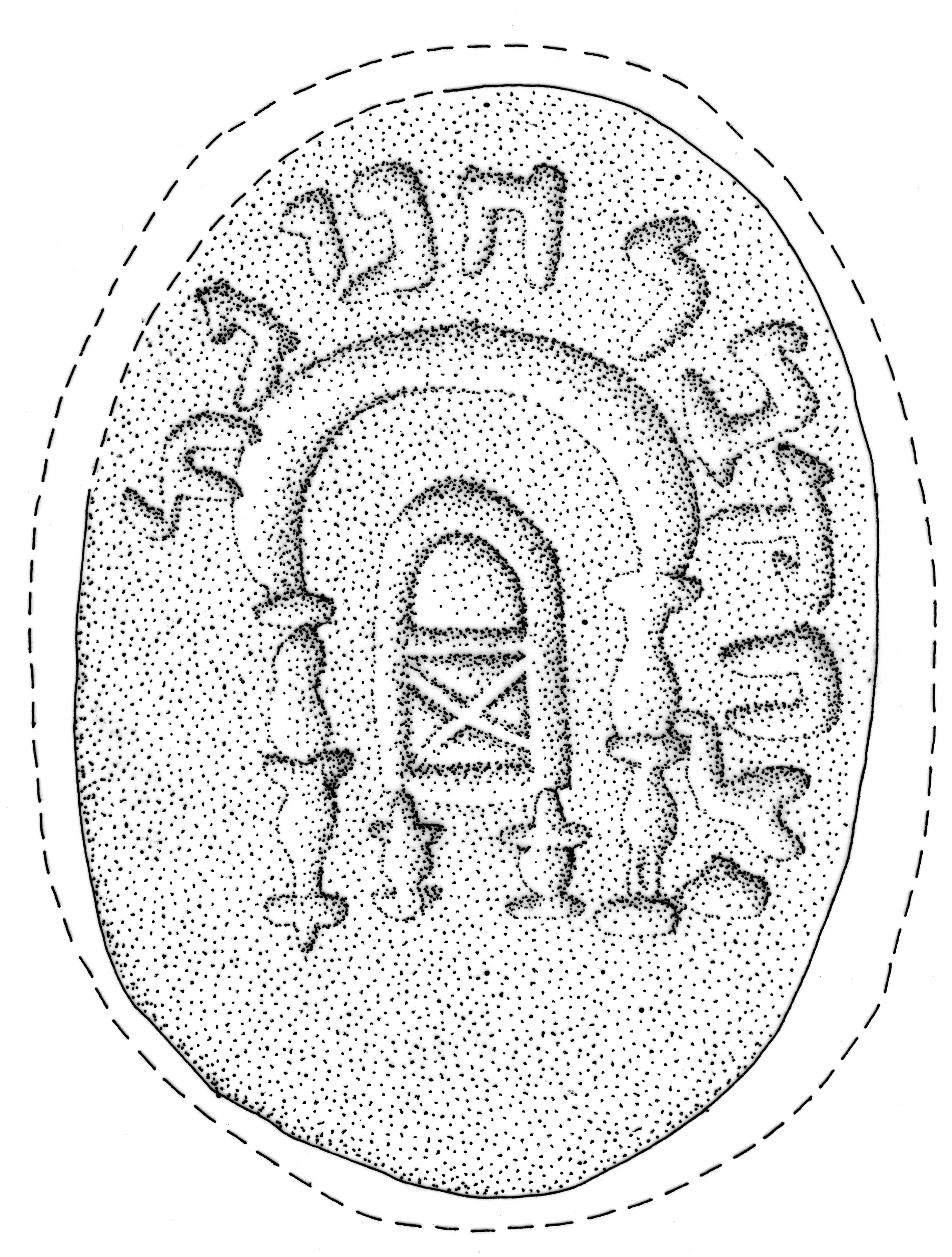
Круглый камень из Зафара в Йемене с изображением святыни Торы

Печати использовались ранними цивилизациями и представляют значительный интерес для археологов. В Древней Месопотамии печати гравировались на цилиндрах. Поворачивая их, можно было оставить оттиск на глине и сделать пометку для товара. В Древнем Египте цари имели кольца-печатки.
Недавно были найдены печати в Южной Аравии, датированные временем Химьяра. Иллюстрация показывает имя, написанное на арамейском (Yitsḥaq bar Ḥanina) и выгравированное задом наперёд так, чтобы оно стало видимым на оттиске.

## Древняя Греция и Рим
С начала 3 тысячелетия до н. э. и до Средневековья печати различных типов были в ходу как на Эгейских островах, так и на материковой Греции. В раннеминойскую эру они делались из мягкого камня и слоновой кости, а изображения на них обладали своей спецификой. В среднеминойскую эру появился новый набор форм, мотивов и материалов. Твёрдый камень требовал новой, ротационной техники резьбы по камню. В бронзовый век появились превосходные линзообразные печати и кольца-печатки, которые продолжали существовать в архаический, классический и эллинистический периоды в форме живописных инталий. Они были основной формой искусства роскоши и стали предметом коллекционирования. Согласно Плинию Старшему, царь Митридат VI собрал их первую крупную коллекцию. Она досталась Помпею как трофей, и он переместил добычу в римский храм. Инталии продолжали создавать и коллекционировать до XIX столетия.

## Восточная Азия

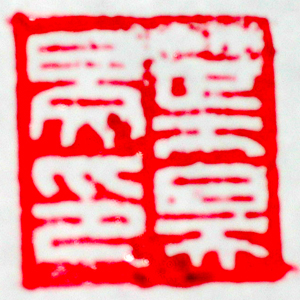
Именная барельефная печать байвэнь, читается сверху вниз, справа налево: Е Хао Минь Инь (дословно «Печать Е Хаоминя»)

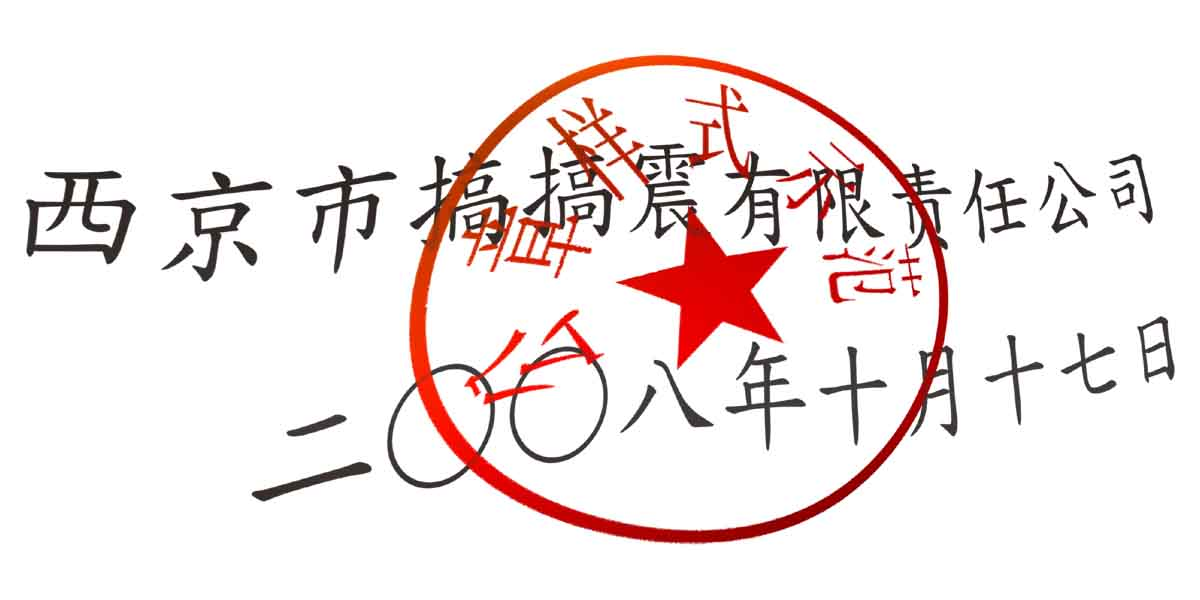
Демонстранция стиля и использования стандартизированной печати (公章) организаций КНР

Чернильные печати использовались в Восточной Азии как форма идентификации со времён изобретения письменности. В Китае они известны как иньчжан (иер. трад. 印章, ютпхин: yin4zhang1, пиньинь: yìnzhāng), доджанъ или ингам в Корее, инкан или ханко в Японии. Даже в наше время печати ещё широко используются вместо рукописных подписей на официальных и финансовых документах. И частные лица, и организации имеют официальные печати, часто даже несколько: разных стилей и размеров для разных ситуаций. В Восточной Азии печати обычно несут имя лица или название организации, но могут также содержать стихотворение или личный девиз. Иногда оба типа печати или одна большая печать с именем и девизом используются на официальных документах. Печати настолько важны в Восточной Азии, что иностранцы, ведущие там бизнес, тоже заказывают себе личную печать.
Восточноазиатские печати вырезаны из различных твёрдых материалов, таких как дерево, мыльный камень, морское стекло и нефрит. С печатями традиционно используют красную пасту на масляной основе, состоящую из мелко измельчённой киновари. Это контрастирует с чёрными чернилами, используемыми для письма кистью. В наше время для печатей всё чаще используются и красные химические чернила. Вырезание печатей считается в Восточной Азии разновидностью каллиграфии. Подобно каллиграфии кистью, есть несколько стилей создания печатей. Некоторые стили печатей похожи на каллиграфические, но многие печати настолько стилизованны, что представленные на них символы сложно разобрать неподготовленному читателю. Кто вырезает печати, тот считается художником, а в прошлом как резчики печатей также стали известны несколько прославленных каллиграфов. Некоторые печати обладают ценностью как предметы искусства и истории, потому что их создали известные резчики или ими владели известные деятели политики и искусства.
Поскольку печати заказываются индивидуально и вырезаются художниками, каждая печать уникальна, и гравёры часто персонализируют печати, которые они создают. Как правило, материал и стиль соответствуют личности владельца. Печати могут быть традиционными или современными, сдержанными или экспрессивными. Иногда на верхе печатей изображено животное из китайского гороскопа, соответствующее владельцу. Печати также иногда украшаются резными изображениями или каллиграфией по бокам.
Хотя это утилитарный инструмент для повседневных дел в Восточной Азии, европейцы и другие неазиаты редко видят азиатские печати, не считая живописи и каллиграфических работ. Вся традиционная живопись в Китае, Японии, Корее, Вьетнаме и других странах Восточной Азии представляет собой акварельную живопись на шелке, бумаге или иных поверхностях, на которые могут быть поставлены красночернильные печати. Восточноазиатская живопись может сопровождаться несколькими печатями: художника и владельца.
Восточноазиатская печать — предшественница ксилографии.

## Перстень-печатка

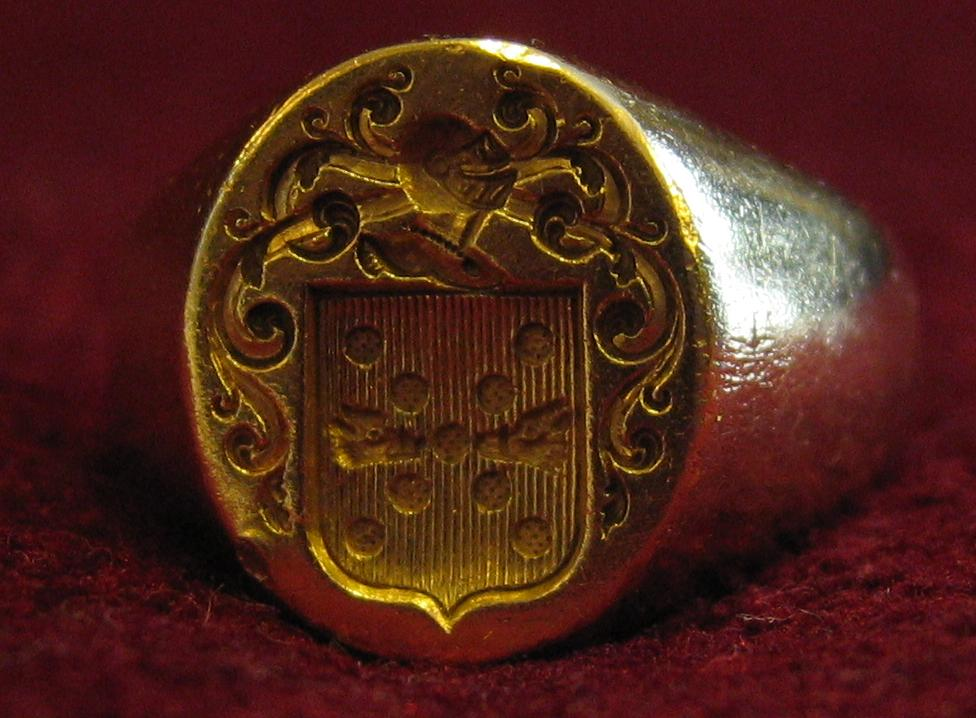
Перстень-печатка с гербом семьи Бароннетов; ювелир Жан-Пьер Готерон, Париж

Перстень-печатка — кольцо с изображением, как правило, дворянского герба или инициалов, которое принято носить на мизинце левой руки. Изначально предназначен для проставления оттиска на горячем сургуче или воске при запечатывании письма.

## Печати духовенства
Кольца в дохристианскую эру использовали люди богатые и влиятельные, поэтому нет ничего удивительного, что высшие иерархи Церкви переняли этот обычай, когда стали значимы политически и социально. Случайный намёк на это есть в письмах св. Августина (217 к Викторину). Практика распространилась, и печать использовал король Хлодвиг I в самом начале Меровингской династии.

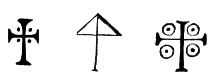
Кресты с sigillum cereum Беатрисы Барской при пожертвовании собственности базилике Сан-Дзено Маджоре в Вероне (1073 год)

Позже церковные соборы требовали, чтобы письма с епископской печатью были даны священникам, законно покинувшим свою епархию. Так было принято в Шалон-сюр-Сон в 813 году. Папа римский Николай I в том же столетии жаловался, что епископы Доля и Реймса против обычая (contra morem) присылают ему письма незапечатанными. Эти даты можно принять за начало традиции епископских печатей. Первоначально печать служила только защитой от дерзкого любопытства и крепилась к письму шнурами. Когда адресат открывал письма, печать обязательно ломалась. Позже печать стала средством аутентификации и крепилась к лицевой стороне листа. Таким образом, документ считался действительным, пока была цела печать. Скоро пришли к точке зрения, что не только физические лица вроде королей и епископов, но и корпорации вроде муниципалитетов и монастырей тоже нуждаются в обычной печати для заверения подлинности документов, которые писались от их имени.
В раннем средневековье свинцовые печати, или правильнее «bullae» (от латинского слова для свинца), широко использовались как на Западе, так и на Востоке, однако потом в западном христианстве этот способ аутентификации перестал пользоваться популярностью где-либо, кроме Апостольской канцелярии, и повсеместно для отпечатывания стали использовать воск. В Англии едва ли можно найти восковые печати до норманнского завоевания. В коллекции Британского музея сохранились печати Вильгельма де Сен-Кале, епископа Дарема в 1081—1096 и св. Ансельма Кентерберийского, архиепископа в 1093—1109.
Печать была важна как средство аутентификации, поэтому при смене власти необходимо было уничтожать старую печать и изготавливать новую. Когда умирал папа римский, первой обязанностью кардинала-камерленго было взять кольцо рыбака — папский перстень-печатку — и сломать его. Похожая практика была часта в Средневековье и часто упоминается историками как нечто церемониальное. Например: «В этом году умер Роберт де Инсула, епископ Дарема. После похорон печать публично сломал мастер Роберт Авенель». Матвей Парижский в 1235 году дал похожее описание разбиения печати Уильяма Тампингтона, аббата Сент-Олбанс.
Похожий обычай был у кузнецов: их штамп, ставившийся на горячий металл, разрушали после смерти.

## Метафора

Изображение знака одобрения

Выражение знак одобрения (англ. Seal of Approval) относится к формальному одобрению независимо от того, включает ли оно в себя печать или иные маркировки властного лица или института.
Он также является частью названия некоторых марок качества, таких как Good Housekeeping Seal of Approval, Good Netkeeping Seal of Approval и Good Netkeeping Seal of Approval.

## Галерея

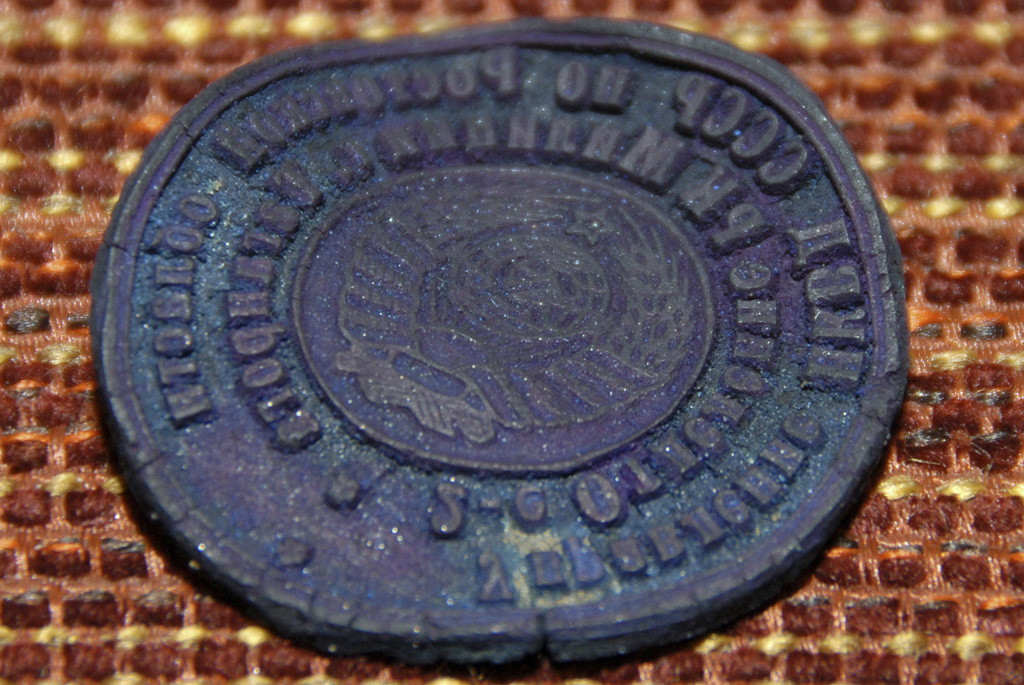
Фальшивая печать НКВД, найденная на территории спецлагеря Абвера
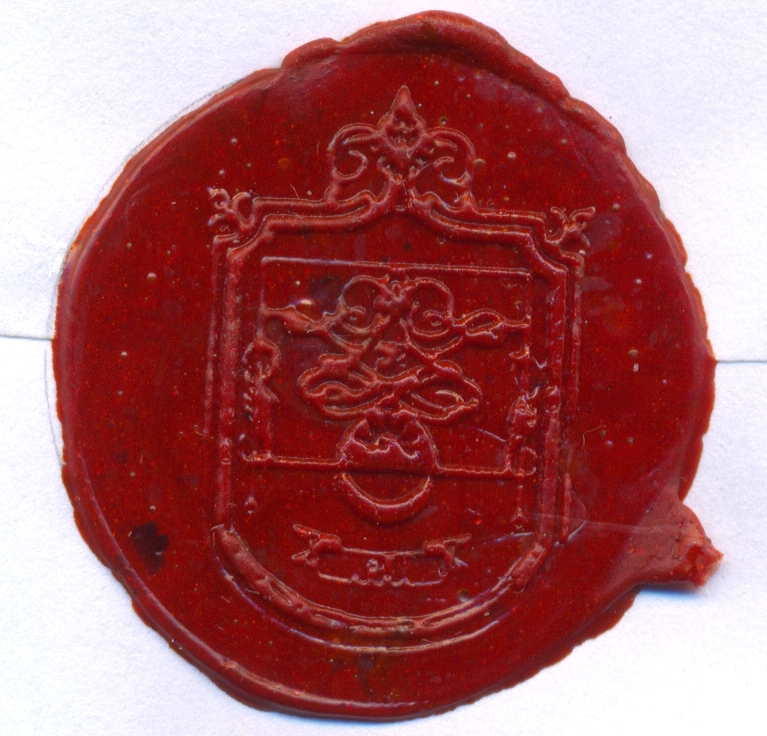
Сургуч на письме с фамильным гербом Фонсеки Падилья, Халиско, Мексика
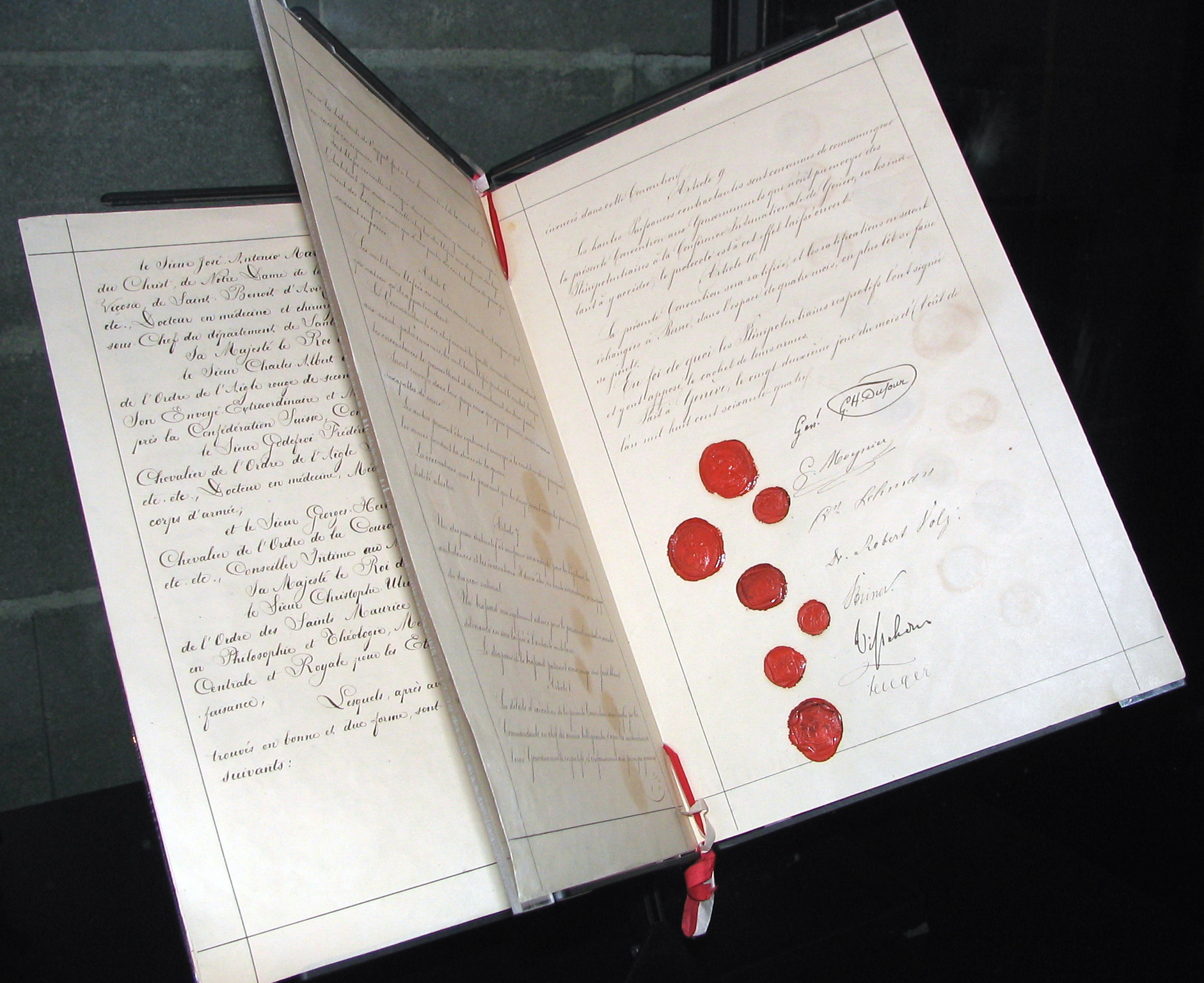
Печати на Женевской конвенции 1864 года
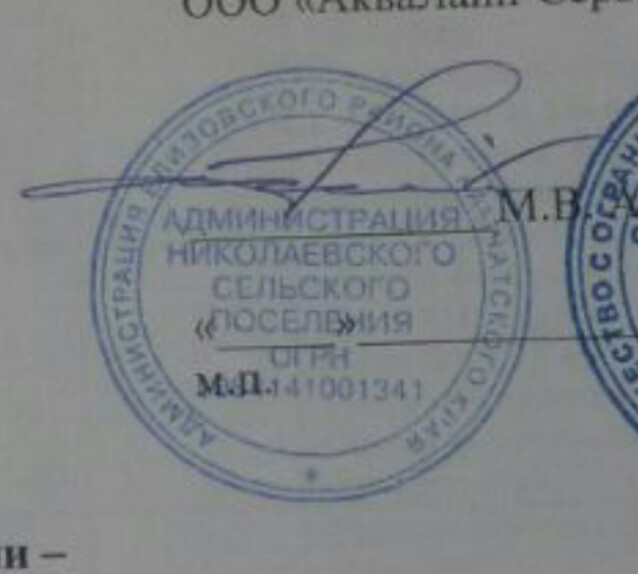
Оттиск печати администрации сельского поселения